# Тараджи Хенсън
Тараджи Хенсън (на английски: Taraji P. Henson) е американска актриса.

## Биография

### Ранен живот
Хенсън е родена на 11 септември 1970 г. във Вашингтон. Майка ѝ е мениджър на корпорация, а баща ѝ – портиер. Неведнъж е споменавала влиянието, което баба ѝ е имала върху живота ѝ. Собственото ѝ име, както и презимето ѝ са на суахили – „Тараджи“ означава надежда, а „Пенда“ – любов.

### Кариера
Изучавала е актьорско майсторство в университета Хауърд и започва кариерата си с кратки роли в различни ТВ продукции преди да направи големия си пробив с „Бейби бой“ (2001). Ролята ѝ на проститутка в „Ритъм и блъф“ (2005) ѝ носи признание от фенове и критици, заедно с тази на самотна майка в „Странният случай с Бенджамин Бътън“ (2008), за която получава номинация за „Оскар“. През 2010 година, участва в „Луда нощ“ и римейка на „Карате кид“.
Хенсън получава главна роля в сериалите „The Division“, „Адвокатите от Бостън“ и „Илай Стоун“. От 2011 до 2013 играе второстепенната роля на детектив Джоселин Картър в драмата на Си Би Ес „Под наблюдение“. Включва се и в състава на „Мисли като мъж“ (2012) и неговото продължение от 2014 година. От 2015 участва в „Империя“ в ролята на Куки Лайън, благодарение на която става първата африкано-американка с награда за най-добра актриса в драматичен сериал на наградите „Изборът на критиците“. Печели също и „Златен глобус“ и е номинирана за „Еми“.
През 2016 година списание Тайм включва Тараджи в ежегодния си списък на 100-те най-влиятелни личности в света. През същата година, тя издава автобиографичната си книга, „Around the Way Girl“, която се превръща в бестселър на Ню Йорк Таймс. Ролята ѝ на Катрин Джонсън във филма „Скрити числа“ е приета положително и тя получава награда на Гилдията на филмовите актьори.

## Избрана филмография

### Кино
| година | филм                               | роля                        | режисьор      |
| ------ | ---------------------------------- | --------------------------- | ------------- |
| 2008   | Странният случай с Бенджамин Бътън | Куийни                      | Дейвид Финчър |
| 2010   | Карате кид                         | Шери Паркър, майката на Дре | Харалд Цварт  |

### Телевизия
| година  | филм                   | роля                            | бележки                                 |
| ------- | ---------------------- | ------------------------------- | --------------------------------------- |
| 1998    | Спешно отделение       | Патрис Робинс / Илън            | ТВ сериал - 2 епизода                   |
| 1998/99 | Фелисити               | R.A. # 2 / Студент по изкуства  | ТВ сериал - 2 епизода                   |
| 2000    | Убийство по сценарий   | Бес Пинкни                      | ТВ филм                                 |
| 2005    | Д-р Хаус               | Мойра                           | ТВ сериал - епизода: „Завъртане“        |
| 2006    | От местопрестъплението | Кристина                        | ТВ сериал - епизода: „Обичам да гледам“ |
| 2007/08 | Адвокатите от Бостън   | Уитни Ром                       | ТВ сериал - 17 епизода                  |
| 2008    | Илай Стоун             | Анджела Скот                    | ТВ сериал - 3 епизода (сезон 2)         |
| 2010    | Шоуто на Кливланд      | Шанел Уилямс (глас)             | ТВ сериал - епизода: „Братска любов“    |
| 2010    | Под наблюдение         | детектив Джоселин (Джос) Картър | ТВ сериал - 55 епизода                  |
| 2015/20 | Империя                | Лорета (Куки) Лайън             | ТВ сериал - 55 епизода                  |